# Dromítsa
Dromítsa, en grec moderne : Δρομίτσα, est un village du dème d'Amphilochie, district régional d’Étolie-Acarnanie, en Grèce-Occidentale.
Selon le recensement de 2011, la population du village compte cinq habitants.